# Casariche
Casariche é um município da Espanha na província de Sevilha, comunidade autónoma da Andaluzia, de área 53 km² com população de 5453 habitantes (2007) e densidade populacional de 100,39 hab/km².

## Demografia
| Variação demográfica do município entre 1991 e 2004 | Variação demográfica do município entre 1991 e 2004 | Variação demográfica do município entre 1991 e 2004 | Variação demográfica do município entre 1991 e 2004 |
| --------------------------------------------------- | --------------------------------------------------- | --------------------------------------------------- | --------------------------------------------------- |
| 1991                                                | 1996                                                | 2001                                                | 2004                                                |
| 4947                                                | 5132                                                | 5244                                                | 5344                                                |